# Esqui alpino nos Jogos Olímpicos de Inverno de 2022 - Slalom gigante feminino

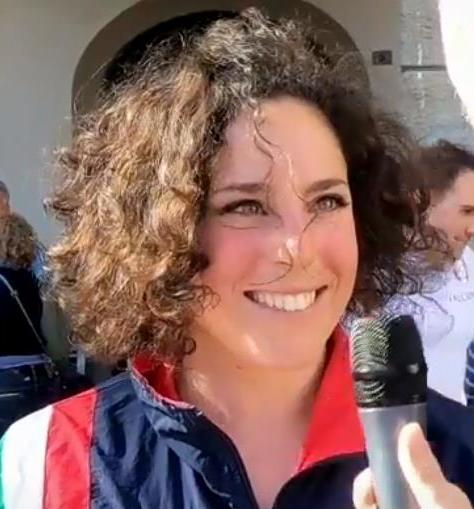
A italiana Federica Brignone foi a vencedora neste domingo (20) do slalom gigante das finais da Copa do Mundo de Esqui Alpino feminino, em Meribel (FRA).
Brignone venceu a prova com o tempo somado de 2:14.68 após as duas descidas nos alpes da França.

A competição de slalom gigante feminino nos Jogos Olímpicos de Inverno de 2022 foi disputado em 7 de fevereiro no Centro Nacional de Esqui Alpino Ya.qing em Yanqing, Pequim.

## Medalhistas
| Ouro   | SWE Sara Hector       |
| Prata  | ITA Federica Brignone |
| Bronze | SUI Lara Gut-Behrami  |

## Resultados
| Pos. | Bib | Atleta                          | País                     | Descida 1 | Pos. | Descida 2 | Pos. | Total   | Diferença |
| ---- | --- | ------------------------------- | ------------------------ | --------- | ---- | --------- | ---- | ------- | --------- |
| 01 ! | 6   | Sara Hector                     | SWE Suécia               | 57.56     | 1    | 58.13     | 8    | 1:55.69 | –         |
| 02 ! | 3   | Federica Brignone               | ITA Itália               | 57.98     | 3    | 57.99     | 5    | 1:55.97 | +0.28     |
| 03 ! | 14  | Lara Gut-Behrami                | SUI Suíça                | 59.07     | 8    | 57.34     | 1    | 1:56.41 | +0.72     |
| 4    | 8   | Katharina Truppe                | AUT Áustria              | 57.86     | 2    | 58.63     | 14   | 1:56.49 | +0.80     |
| 5    | 11  | Ragnhild Mowinckel              | NOR Noruega              | 58.58     | 5    | 58.07     | 6    | 1:56.65 | +0.96     |
| 6    | 28  | Thea Louise Stjernesund         | NOR Noruega              | 59.39     | 15   | 57.50     | 2    | 1:56.89 | +1.20     |
| 7    | 9   | Meta Hrovat                     | SLO Eslovênia            | 58.48     | 4    | 58.56     | 13   | 1:57.04 | +1.35     |
| 8    | 12  | Maryna Gąsienica-Daniel         | POL Polônia              | 59.24     | 11   | 57.87     | 4    | 1:57.11 | +1.42     |
| 9    | 16  | Wendy Holdener                  | SUI Suíça                | 59.21     | 10   | 58.11     | 7    | 1:57.32 | +1.63     |
| 10   | 2   | Michelle Gisin                  | SUI Suíça                | 59.19     | 9    | 58.36     | 9    | 1:57.55 | +1.86     |
| 11   | 20  | Ana Bucik                       | SLO Eslovênia            | 59.42     | 16   | 58.47     | 11   | 1:57.89 | +2.20     |
| 12   | 26  | Paula Moltzan                   | USA Estados Unidos       | 59.57     | 17   | 58.50     | 12   | 1:58.07 | +2.38     |
| 13   | 25  | Maria Therese Tviberg           | NOR Noruega              | 59.67     | 18   | 58.40     | 10   | 1:58.07 | +2.38     |
| 14   | 1   | Petra Vlhová                    | SVK Eslováquia           | 59.34     | 13   | 58.81     | 16   | 1:58.15 | +2.46     |
| 15   | 15  | Katharina Liensberger           | AUT Áustria              | 59.34     | 13   | 58.90     | 17   | 1:58.24 | +2.55     |
| 16   | 24  | Camille Rast                    | SUI Suíça                | 59.29     | 12   | 59.14     | 20   | 1:58.43 | +2.74     |
| 17   | 23  | Coralie Frasse Sombet           | FRA França               | 1:00.91   | 26   | 57.69     | 3    | 1:58.60 | +2.91     |
| 18   | 27  | Tina Robnik                     | SLO Eslovênia            | 1:00.18   | 21   | 58.72     | 15   | 1:58.90 | +3.21     |
| 19   | 30  | Clara Direz                     | FRA França               | 1:00.24   | 23   | 59.09     | 19   | 1:59.33 | +3.64     |
| 20   | 17  | Elena Curtoni                   | ITA Itália               | 1:00.50   | 24   | 59.41     | 21   | 1:59.91 | +4.22     |
| 21   | 44  | Emma Aicher                     | GER Alemanha             | 1:01.52   | 30   | 59.00     | 18   | 2:00.52 | +4.83     |
| 22   | 35  | Alexandra Tilley                | GBR Grã-Bretanha         | 1:01.40   | 28   | 59.42     | 22   | 2:00.82 | +5.13     |
| 23   | 10  | Alice Robinson                  | NZL Nova Zelândia        | 1:00.55   | 25   | 1:00.27   | 24   | 2:00.82 | +5.13     |
| 24   | 36  | Asa Ando                        | JPN Japão                | 1:01.43   | 29   | 59.56     | 23   | 2:00.99 | +5.30     |
| 25   | 38  | Ekaterina Tkachenko             | ROC                      | 1:01.55   | 31   | 1:00.86   | 25   | 2:02.41 | +6.72     |
| 26   | 39  | Magdalena Łuczak                | POL Polônia              | 1:01.96   | 32   | 1:00.89   | 26   | 2:02.85 | +7.16     |
| 27   | 41  | Julia Pleshkova                 | ROC                      | 1:02.01   | 33   | 1:01.31   | 28   | 2:03.32 | +7.63     |
| 28   | 37  | Zrinka Ljutić                   | CRO Croácia              | 1:02.50   | 35   | 1:01.27   | 27   | 2:03.77 | +8.08     |
| 29   | 52  | Francesca Baruzzi               | ARG Argentina            | 1:02.43   | 34   | 1:01.57   | 30   | 2:04.00 | +8.31     |
| 30   | 42  | Zuzanna Czapska                 | POL Polônia              | 1:03.63   | 37   | 1:01.52   | 29   | 2:05.15 | +9.46     |
| 31   | 47  | Sakurako Mukogawa               | JPN Japão                | 1:03.39   | 36   | 1:03.38   | 33   | 2:06.77 | +11.08    |
| 32   | 50  | Polina Melnikova                | ROC                      | 1:04.13   | 39   | 1:03.07   | 31   | 2:07.20 | +11.51    |
| 33   | 55  | Gim So-hui                      | KOR Coreia do Sul        | 1:04.12   | 38   | 1:03.10   | 32   | 2:07.22 | +11.53    |
| 34   | 58  | Nino Tsiklauri                  | GEO Geórgia              | 1:04.49   | 41   | 1:05.38   | 35   | 2:09.87 | +14.18    |
| 35   | 62  | Katie Vesterstein               | EST Estônia              | 1:05.39   | 43   | 1:05.05   | 34   | 2:10.44 | +14.75    |
| 36   | 68  | Eva Vukadinova                  | BUL Bulgária             | 1:05.58   | 44   | 1:05.88   | 37   | 2:11.46 | +15.77    |
| 37   | 53  | Sarah Schleper                  | MEX México               | 1:06.42   | 47   | 1:05.53   | 36   | 2:11.95 | +16.26    |
| 38   | 67  | Aruwin Salehhuddin              | MAS Malásia              | 1:06.13   | 46   | 1:06.15   | 38   | 2:12.28 | +16.59    |
| 39   | 64  | Anastasiia Shepilenko           | UKR Ucrânia              | 1:05.95   | 45   | 1:06.38   | 40   | 2:12.33 | +16.64    |
| 40   | 70  | Kong Fanying                    | CHN China                | 1:08.25   | 50   | 1:07.17   | 41   | 2:15.42 | +19.73    |
| 41   | 59  | Mialitiana Clerc                | MAD Madagascar           | 1:08.71   | 52   | 1:07.31   | 42   | 2:16.02 | +20.33    |
| 42   | 69  | Emilia Aramburo                 | CHI Chile                | 1:07.71   | 49   | 1:08.61   | 44   | 2:16.32 | +20.63    |
| 43   | 65  | Vanina Guerillot                | POR Portugal             | 1:10.59   | 55   | 1:06.33   | 39   | 2:16.92 | +21.23    |
| 44   | 71  | Ni Yueming                      | CHN China                | 1:08.75   | 53   | 1:08.31   | 43   | 2:17.06 | +21.37    |
| 45   | 76  | Maria Constantin                | ROU Romênia              | 1:08.25   | 50   | 1:10.25   | 45   | 2:18.50 | +22.81    |
| 46   | 79  | Ornella Oettl Reyes             | PER Peru                 | 1:12.52   | 56   | 1:11.53   | 46   | 2:24.05 | +28.36    |
| 47   | 81  | Anna Torsani                    | SMR San Marino           | 1:13.89   | 57   | 1:15.37   | 48   | 2:29.26 | +33.57    |
| 48   | 80  | Özlem Çarıkçıoğlu               | TUR Turquia              | 1:15.98   | 58   | 1:14.75   | 47   | 2:30.73 | +35.04    |
| 49   | 82  | Kiana Kryeziu                   | KOS Kosovo               | 1:18.78   | 59   | 1:23.41   | 49   | 2:42.19 | +46.50    |
| 50   | 4   | Tessa Worley                    | FRA França               | 58.93     | 7    | DNF       | —    | —       | —         |
| 50   | 13  | Ramona Siebenhofer              | AUT Áustria              | 59.86     | 19   | DNF       | —    | —       | —         |
| 50   | 29  | Andreja Slokar                  | SLO Eslovênia            | 1:00.08   | 20   | DNF       | —    | —       | —         |
| 50   | 33  | Hilma Lövblom                   | SWE Suécia               | 1:01.18   | 27   | DNF       | —    | —       | —         |
| 50   | 34  | Hanna Aronsson Elfman           | SWE Suécia               | 1:00.19   | 22   | DNF       | —    | —       | —         |
| 50   | 48  | Núria Pau                       | ESP Espanha              | 1:04.19   | 40   | DNF       | —    | —       | —         |
| 50   | 51  | Noa Szőllős                     | ISR Israel               | 1:04.90   | 42   | DNF       | —    | —       | —         |
| 50   | 57  | Rebeka Jančová                  | SVK Eslováquia           | 1:06.56   | 48   | DNF       | —    | —       | —         |
| 50   | 75  | Manon Ouaiss                    | LBN Líbano               | 1:08.88   | 54   | DNF       | —    | —       | —         |
| 50   | 78  | Sarah Escobar                   | ECU Equador              | 1:21.26   | 60   | DNF       | —    | —       | —         |
| 50   | 21  | Nina O'Brien                    | USA Estados Unidos       | 58.81     | 6    | DSQ       | —    | —       | —         |
| 50   | 5   | Marta Bassino                   | ITA Itália               | DNF       | —    | —         | —    | —       | —         |
| 50   | 7   | Mikaela Shiffrin                | USA Estados Unidos       | DNF       | —    | —         | —    | —       | —         |
| 50   | 18  | Mina Fürst Holtmann             | NOR Noruega              | DNF       | —    | —         | —    | —       | —         |
| 50   | 19  | Valérie Grenier                 | CAN Canadá               | DNF       | —    | —         | —    | —       | —         |
| 50   | 22  | Stephanie Brunner               | AUT Áustria              | DNF       | —    | —         | —    | —       | —         |
| 50   | 31  | AJ Hurt                         | USA Estados Unidos       | DNF       | —    | —         | —    | —       | —         |
| 50   | 32  | Adriana Jelinkova               | NED Países Baixos        | DNF       | —    | —         | —    | —       | —         |
| 50   | 40  | Riikka Honkanen                 | FIN Finlândia            | DNF       | —    | —         | —    | —       | —         |
| 50   | 45  | Erika Pykäläinen                | FIN Finlândia            | DNF       | —    | —         | —    | —       | —         |
| 50   | 46  | Cassidy Gray                    | CAN Canadá               | DNF       | —    | —         | —    | —       | —         |
| 50   | 49  | Kang Young-seo                  | KOR Coreia do Sul        | DNF       | —    | —         | —    | —       | —         |
| 50   | 54  | Elese Sommerová                 | CZE República Checa      | DNF       | —    | —         | —    | —       | —         |
| 50   | 56  | Zita Tóth                       | HUN Hungria              | DNF       | —    | —         | —    | —       | —         |
| 50   | 61  | Hólmfríður Dóra Friðgeirsdóttir | ISL Islândia             | DNF       | —    | —         | —    | —       | —         |
| 50   | 63  | Gwyneth ten Raa                 | LUX Luxemburgo           | DNF       | —    | —         | —    | —       | —         |
| 50   | 66  | Tess Arbez                      | IRL Irlanda              | DNF       | —    | —         | —    | —       | —         |
| 50   | 72  | Maria-Eleni Tsiovolou           | GRE Grécia               | DNF       | —    | —         | —    | —       | —         |
| 50   | 73  | Mida Fah Jaiman                 | THA Tailândia            | DNF       | —    | —         | —    | —       | —         |
| 50   | 77  | Jelena Vujičić                  | MNE Montenegro           | DNF       | —    | —         | —    | —       | —         |
| 50   | 74  | Esma Alić                       | BIH Bósnia e Herzegovina | DSQ       | —    | —         | —    | —       | —         |
| 50   | 43  | Andrea Komšić                   | CRO Croácia              | DNS       | —    | —         | —    | —       | —         |
| 50   | 60  | Hanna Zięba                     | POL Polônia              | DNS       | —    | —         | —    | —       | —         |

Legenda
| Recorde mundial      | Recorde mundial (World record)               |                       | Recorde africano                      | Recorde africano (African) |                                           | Q | Classificado por posição (Qualified) |
| Recorde olímpico     | Recorde olímpico (Olympic record)            | Recorde da América    | Recorde da América (Americas)         | q                          | Classificado por melhor tempo (Qualified) |   |                                      |
| Melhor marca do ano  | Melhor marca do ano (World leading)          | Recorde asiático      | Recorde asiático (Asian)              | DNS                        | Não largou (Did not start)                |   |                                      |
| Recorde nacional     | Recorde nacional (National record)           | Recorde europeu       | Recorde europeu (European)            | DNF                        | Não terminou (Did not finish)             |   |                                      |
| Recorde pessoal      | Recorde pessoal do atleta (Personal best)    | Recorde da Oceania    | Recorde da Oceania (Oceania)          | DSQ / DQ                   | Desclassificado (Disqualified)            |   |                                      |
| Recorde da temporada | Recorde da temporada do atleta (Season best) | Recorde sul-americano | Recorde sul-americano (South America) | NM                         | Sem marca (No mark)                       |   |                                      |